# Saute-mouton
Pour l’article homonyme, voir Saute-mouton (homonymie).

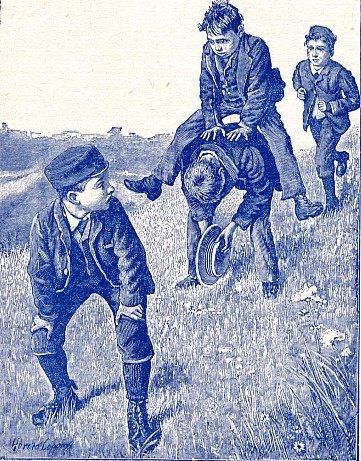
Enfants jouant à saute-mouton.

Saute-mouton est un jeu sportif d'enfants qui consiste à sauter successivement par-dessus tous ses partenaires penchés en avant. Les joueurs se relaient de la manière suivante : les premiers se penchent vers l'avant en formant une ligne, et les derniers passent tour à tour au-dessus d'eux, en posant les mains sur leur dos. Lorsque le dernier joueur debout a sauté par-dessus l'avant-dernier, celui-ci se relève et saute à son tour par-dessus ceux qui le précèdent, et ainsi de suite. Le nombre de joueurs n'est pas fixé,.
Très pratiqué dans les cours de récréation des écoles depuis la fin du XIXe siècle, ce jeu est depuis progressivement remplacé par des jeux plus sophistiqués (corde à sauter, marelle, billes...)

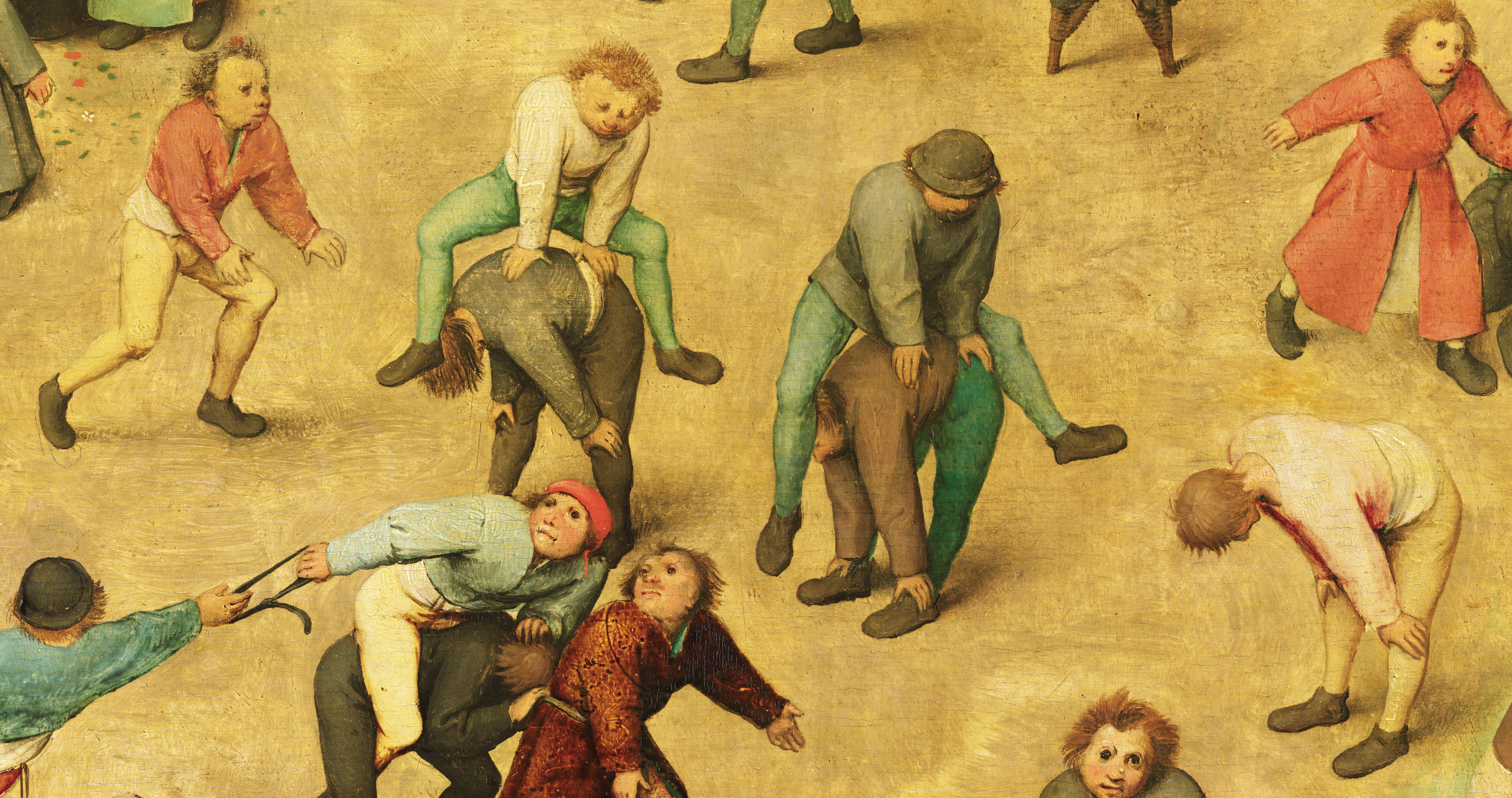
Détail du tableau de Pieter Brueghel l'Ancien Les Jeux d'enfants en 1560
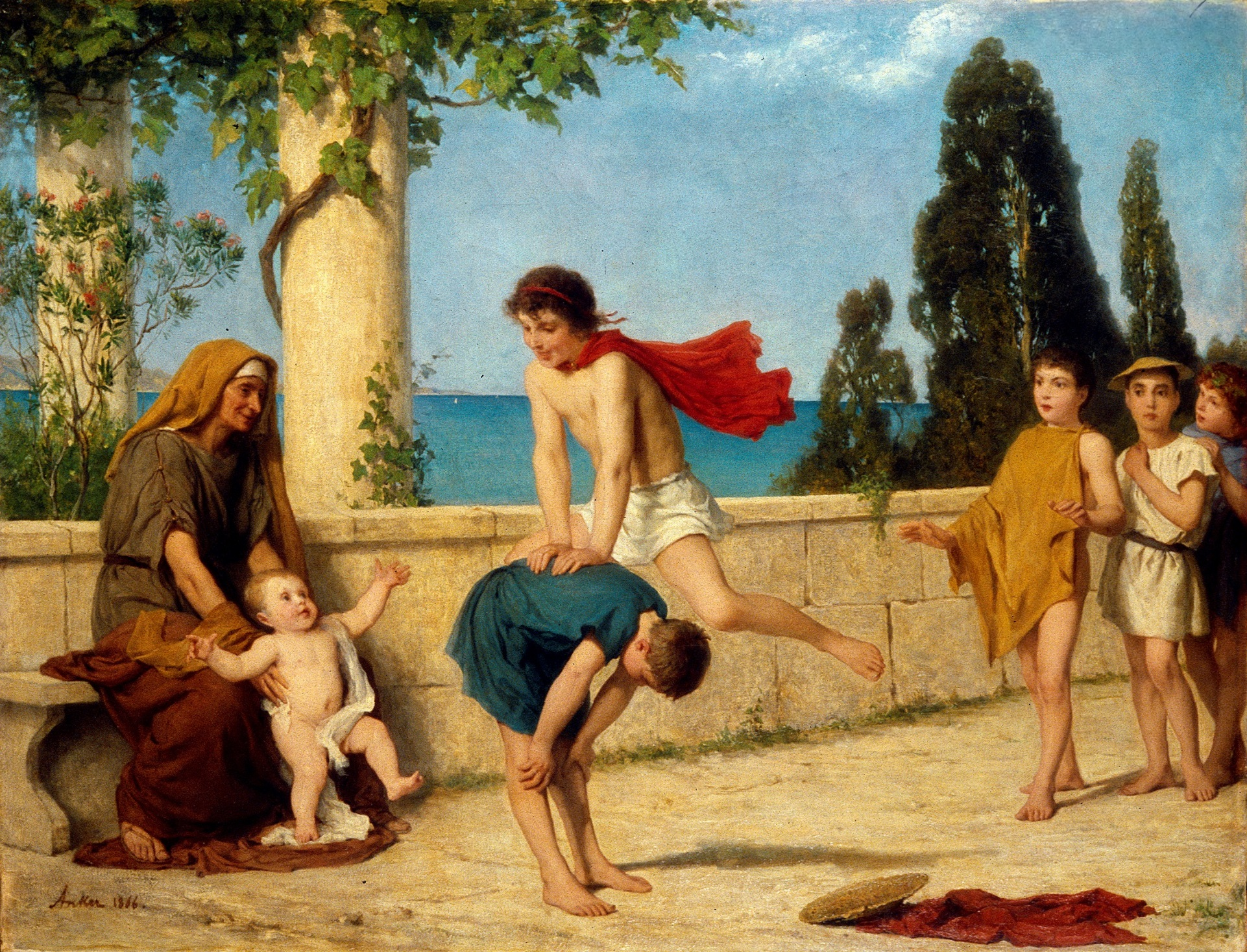
Albert Anker, Saute-mouton (1866)
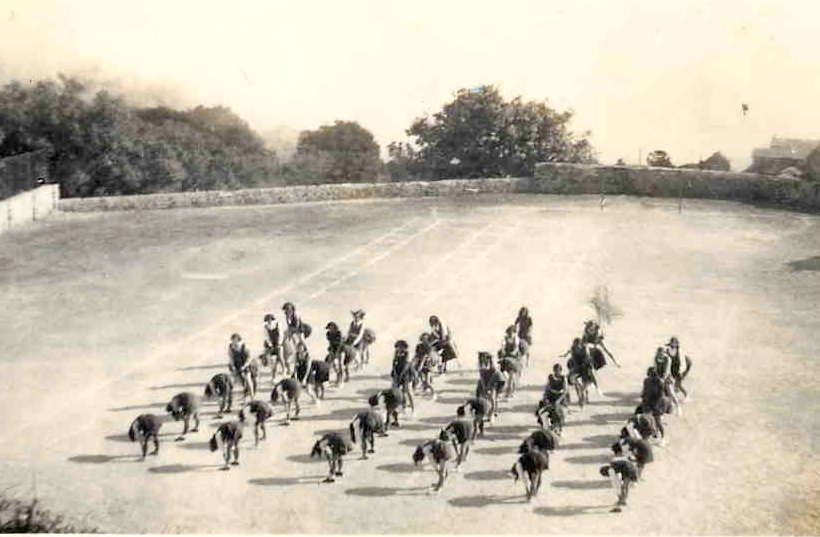
Partie de saute-mouton dans une école pour filles à Mussoorie, en Inde
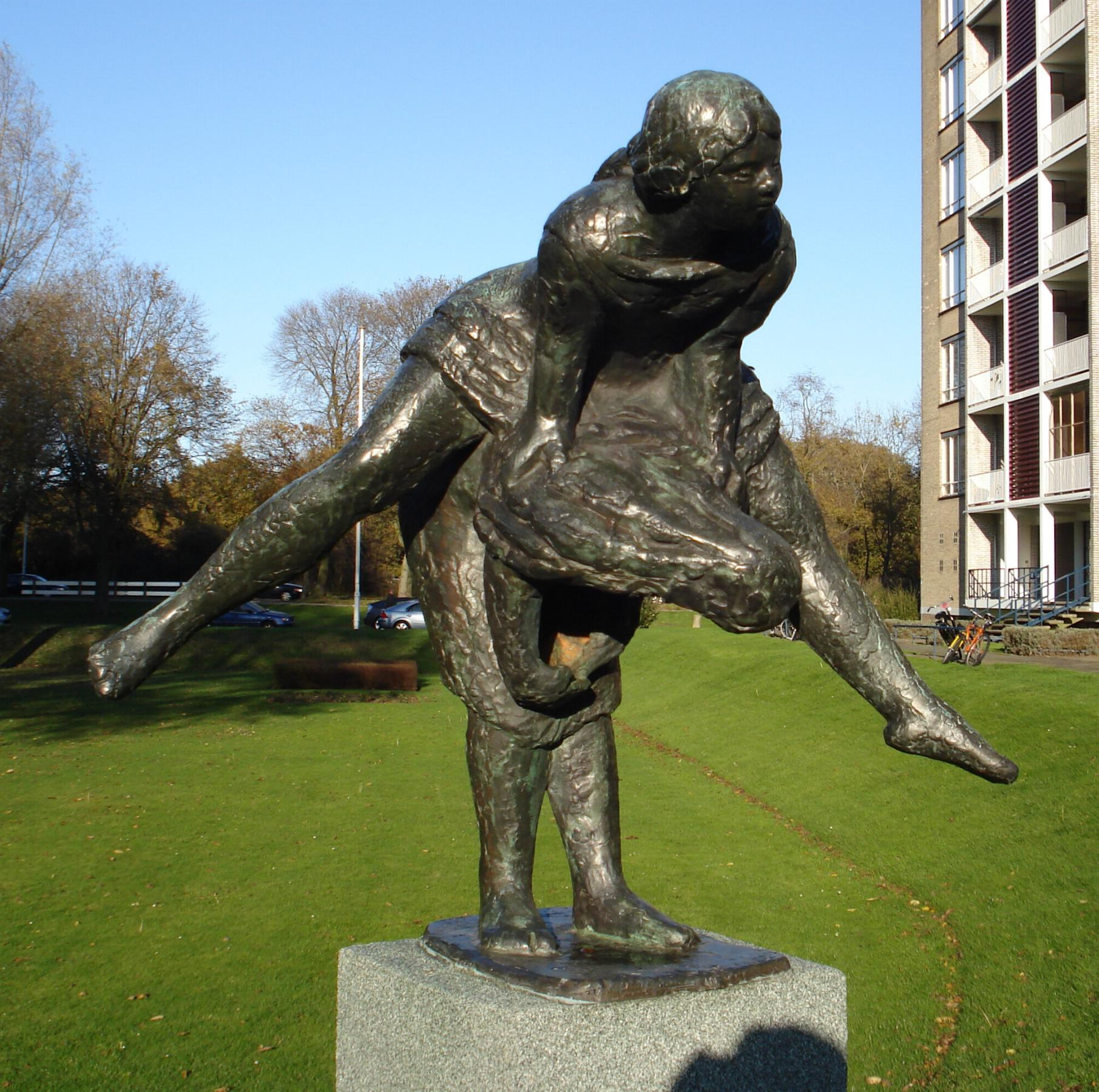
Sculpture de Nic Jonk (nl) à La Haye (1956)
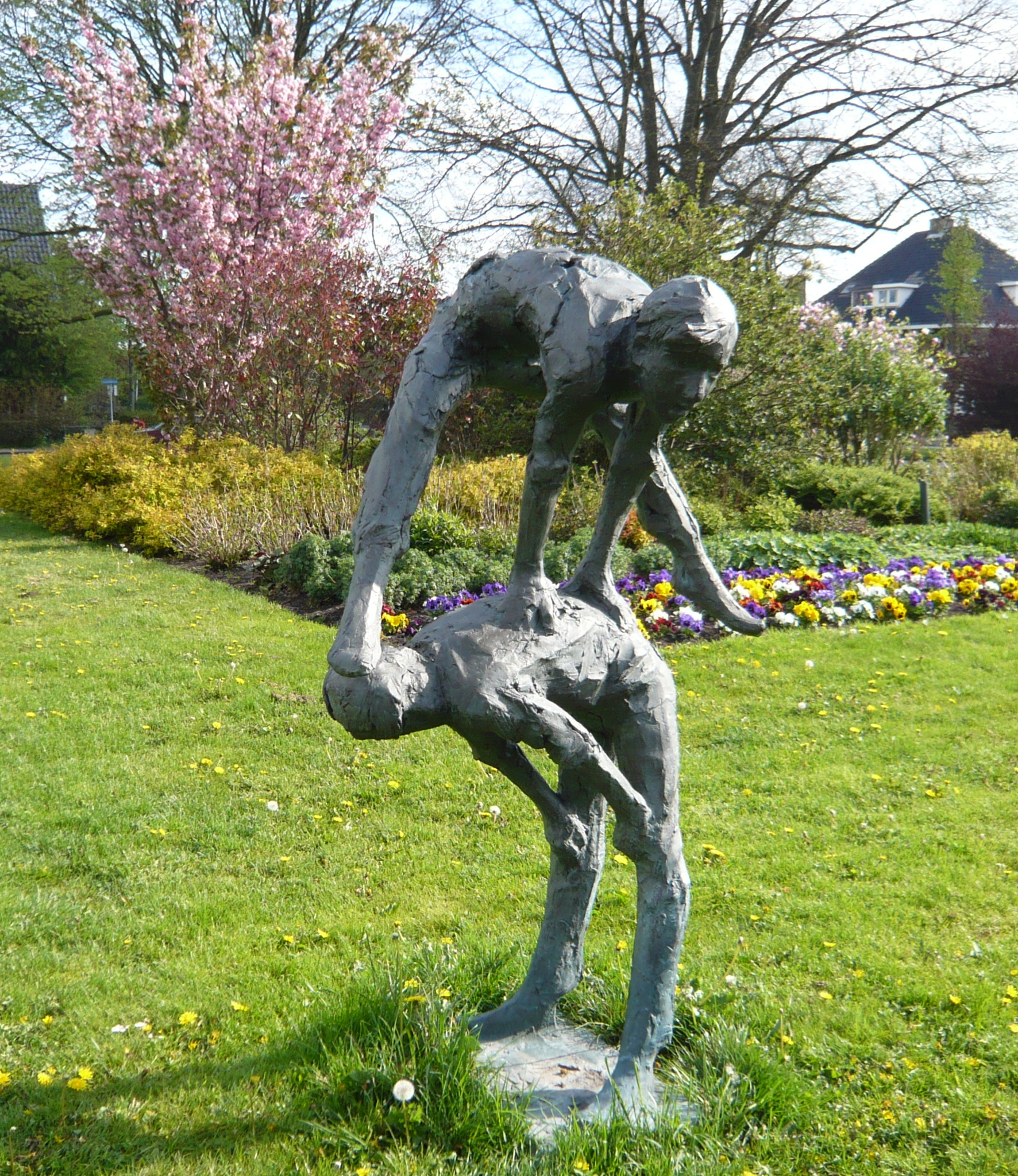
Sculpture de Kees Verkade (en) à Heemstede (1968)
Garçons jouant à saute-mouton, zoopraxographie d'Eadweard Muybridge, 1887